# Nafanua
Nafanua är krigsgudinna inom Samoas mytologi. 